# Cvrčovice u Pohořelic

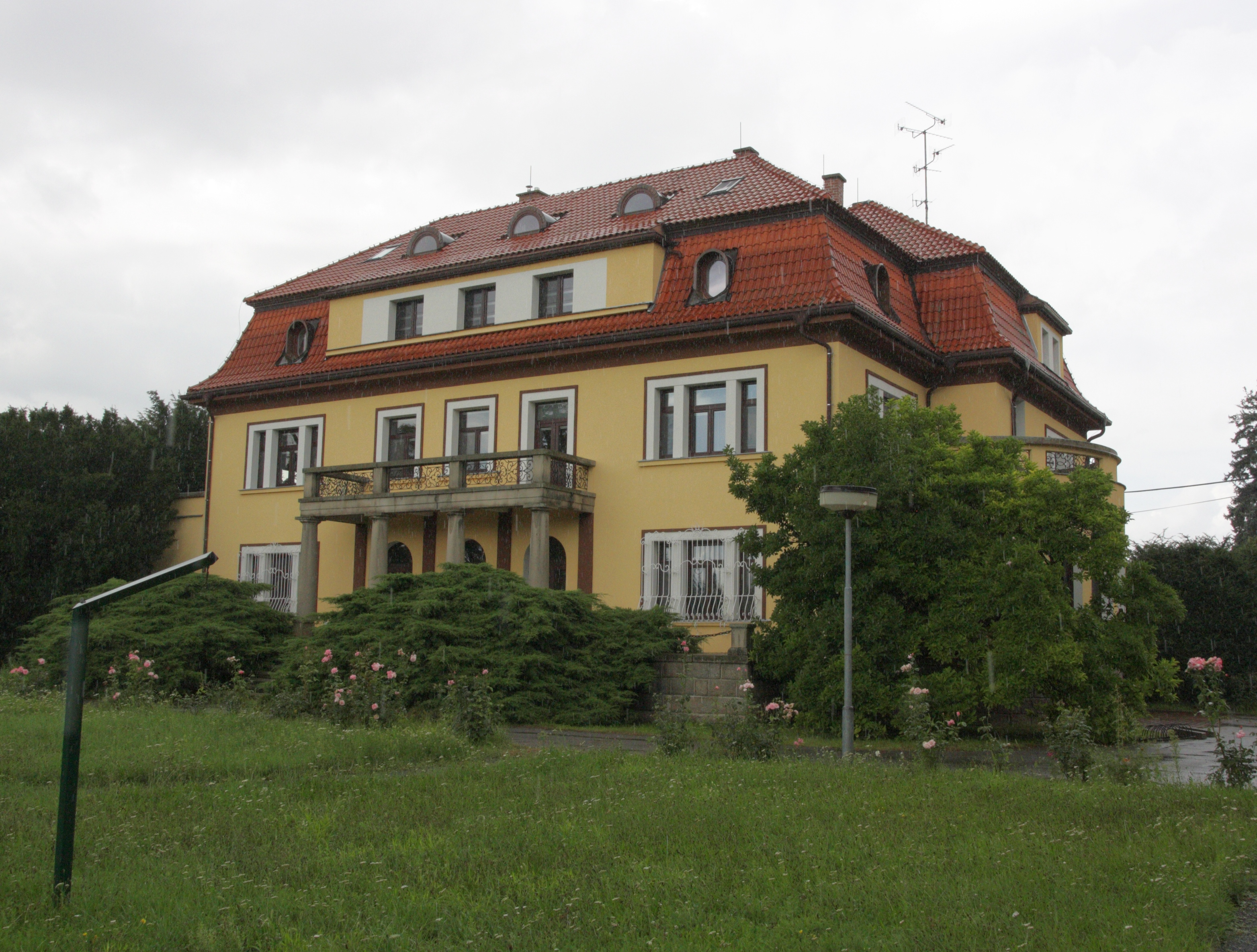
Schloss Cvrčovice (Peters-Villa)

Cvrčovice (deutsch Urspitz) ist eine Gemeinde in Tschechien. Sie liegt anderthalb Kilometer nördlich von Pohořelice (Pohrlitz) und gehört zum Okres Brno-venkov (Bezirk Brünn-Land).

## Geographie
Cvrčovice befindet sich am rechten Ufer der Jihlava (Igel) an der Einmündung des Baches Potůček in der Thaya-Schwarza-Senke. Bei Cvrčovice wird der Kanal Mlýnský náhon aus der Jihlava und dem Potůček abgeleitet. Der Ort ist als ein Straßenangerdorf angelegt.
Nachbarorte sind Odrovice (Odrowitz) im Norden, Smolín (Mohleis) und Žabčice (Schabschitz) im Nordosten, Úlehla und Přísnotice (Prisnotitz) im Osten, Vranovice (Edenthurn) im Südosten, Pohořelice (Pohrlitz) im Süden, Branišovice (Frainspitz) im Südwesten, Šumice (Schömitz) im Westen sowie Loděnice (Lodenitz) im Nordwesten.

## Geschichte
Die älteste Nachricht über den Ort stammt aus dem Jahre 1276, als das Altbunzlauer Kapitel die Pfarrkirche dem Kloster Rosa Coeli übergab. 1349 wurde das Dorf als Vrspicz bezeichnet, wenig später als Swerssowycz, Swyrczowycz bzw. Swurczowicz. Der größte Teil des Dorfes gehörte dem Kloster, ein kleiner, aus dem Hof und der Feste bestehender Anteil als klösterliches Lehn den Vladiken von Cvrčovice. Als erster dieses Geschlechts ist ab 1349 Mareš von Cvrčovice nachweisbar. Im 15. Jahrhundert erlosch das Dorf während des böhmisch-ungarischen Krieges. Bei der Wiederbesiedlung wurde das Dorf näher an die Kirche, Feste und den Schwarzhof gelegt. Die neuen Siedler brachten die „ui“- Mundart (bairisch-österreichisch) mit ihren speziellen Bairischen Kennwörtern mit, was darauf hinweist, dass die Siedler aus dem süddeutschen bzw. österreichischen Raum stammten. Nach der Auflösung des Klosters erwarb Jiří Žabka von Limberg 1537 das Dorf. Burian Žabka verkaufte 1566 die Güter Prštice (Pürschitz) und Vlasatice (Wostitz) einschließlich Cvrčovice an Albrecht Černohorský von Boskowitz. Nach seinem Tode erbte dessen Bruder Johann Schembera Černohorský von Boskowitz den Besitz. Er veräußerte die Herrschaft Vlasatice-Prštice (Wostitz-Pürschitz) 1572 an Franz Graf von Thurn. 1586 erfolgte eine Erbteilung unter dessen acht Söhnen. Vlasatice (Wostitz) fiel dabei Heinrich Matthias und Hieronymus Wenzel von Thurn zu. Heinrich Matthias verzichtete zugunsten seines Bruders auf seinen Teil. Hieronymus Wenzel von Thurn verkaufte 1590 Cvrčovice für 5.550 Gulden an seinen Bruder Martin von Thurn auf Lipnitz. Dieser überschrieb 1609 die Feste und den Hof Cvrčovice einschließlich 12 Huben am Pergacker, Weinbergen bei Vlasatice (Wostitz) sowie Baumgärten und Gärten bei Smolín (Mohleis) seiner Frau für 12.000 Gulden.
1635 fiel das vom Hauptmann der Markgrafschaft Mähren, Kardinal Franz Seraph von Dietrichstein verwaltete Erbe des Franz Nikolaus von Thurn seiner Tochter Sibylle Polyxena, verheiratete von Oppersdorff, zu. Im Hufenregister sind in dieser Zeit für Cvrčovice 50 Anwesen verzeichnet. 1642 verkaufte Sibylle Polyxena die Herrschaft Urspitz an Johann den Älteren Guldenmüller von Guldenstein. Über dessen Schwiegertochter Anna Katharina ging der Urspitz an deren Ehemann Johann Reinhard Pfundenstein über. Am Ende des Dreißigjährigen Krieges waren große Teile des Gemeindegebietes verwüstet. Die Hubenvisitation von 1673 weist für Cvrčovice sechs neue Häuser aus. 1676 brannte die Schenke nieder, dabei gingen auch sämtliche Urkunden über den freien Weinschank und die Grundbücher verloren. Aus dem Jahre 1676 stammt auch das älteste Ortssiegel von Vhrspytz.
Bis 1754 war Urspitz in bei der Ortschaft Pohrlitz eingepfarrt. Die neue Pfarre wurde auf Kosten der Gemeinde neu bestiftet. Nach dem Tode von Franz Ehrenreich von Pfundenstein fiel das Erbe seiner Tochter Marie Anna Schiefer von Sonderndorf zu. Im Theresienischen Kataster von 1749 sind für Urspitz 98 Anwesen ausgewiesen. Das Dorf hatte zu dieser Zeit 523 Einwohner. 1752 kaufte Friedrich Wilhelm von Haugwitz die Herrschaft. Er verkaufte den Besitz 1760 an die Brüder Karl, Emanuel und Piata von Drnovice. Zwei Jahre später wurde Jan von Drnovice alleiniger Besitzer der Herrschaft Urspitz. Dieser verkaufte die Herrschaft 1771 für 100.000 Gulden an Karl Maximilian von Dietrichstein. 1798 wurde Urspitz zum Verwaltungssitz der Dietrichsteinger Güter, später wurde dieser nach Židlochovice (Groß Seelowitz) verlegt. 1836 wurden bei einem Großfeuer 19 Häuser zerstört. Die Dietrichsteiner hielten den Besitz bis zum Tode Josef von Dietrichsteins im Jahre 1858.
Nach der Aufhebung der Patrimonialherrschaften bildete Urspitz/Čvrčovice  ab 1850 eine Gemeinde in der Bezirkshauptmannschaft Auspitz. 1862 vernichtete ein Brand erneut 15 Häuser des Dorfes. Nach dem Aussterben der Fürsten Dietrichstein erbten 1862 die Grafen von Herberstein das Schloss und die zugehörigen Güter. Während des Preußisch-Österreichischen Krieges, 1866, wurde Urspitz von preußischen Soldaten besetzt. Ab 1901 gehörte Urspitz einschließlich der Enklave Pouzdřany (Pausram) zum Bezirk Nikolsburg und Gerichtsbezirk Pohrlitz. Die Einwohner lebten größtenteils von der Landwirtschaft, wobei der in Südmähren seit Jahrhunderten gepflegte Weinbau  keine Rolle spielte. Es wurden verschiedenen Getreidearten, Zuckerrüben und Kartoffeln angepflanzt. Neben der Landwirtschaft gab es noch das übliche Kleingewerbe im Dorf.
Matriken werden seit 1690 geführt. Onlinesuche über das Landesarchiv Brünn. Grundbücher werden seit 1700 geführt. Ein digitales Ortsfamilienbuch von Urspitz wurde 2020 erstmals publiziert.
Nach dem Ersten Weltkrieg kam der zuvor zu Österreich-Ungarn gehörende Ort, der 1910 zu über 91 % von Deutschmährern bewohnt wurde, durch den Vertrag von Saint-Germain zur Tschechoslowakei. Graf Johann Josef von Herberstein besaß im Ort drei große Güter: Schwarzhof, Weißhof und Schloßhof, sie werden nach 1918 vom tschechischen Staat enteignet. 1919 gingen sie in den Besitz der Familie Peters über. Im Jahre 1926 wurde die Zuckerraffinerie AG in Olmütz Besitzer der Güter. Während der Zwischenkriegszeit führten die hohe Arbeitslosigkeit unter der deutschen Bevölkerung, Maßnahmen wie die Bodenreform 1919, die Sprachenverordnung 1926, massive Neuansiedlungen sowie Neubesetzungen von Beamtenposten  durch Personen tschechischer Nationalität, zu vermehrten Spannungen innerhalb der Volksgruppen im Ort sowie im Lande.  Bis 1930 war der Ortsanteil der Deutschmährer in Urspitz auf 71 % gesunken. Infolge des Münchner Abkommens wurde Urspitz mit 1. Oktober 1938 bis zum Ende des Zweiten Weltkrieges ein Teil des deutschen Reichsgaus Niederdonau.
Kurz vor dem Ende des Zweiten Weltkrieges kamen vier Personen durch sowjetischen Artilleriebeschuss zu Tode. Im Zweiten Weltkrieg hatte der Ort 17 Opfer zu beklagen. Nach dessen Ende (8. Mai 1945) wurden die im Münchener Abkommen an Deutschland übertragenen Territorien, also auch der Ort Urspitz, im Rückgriff auf den Vertrag von Saint-Germain wieder der Tschechoslowakei zugeordnet. Viele der deutschen Einwohner flohen vor den einsetzenden Drangsalierungen oder wurden über Grenze nach Österreich vertrieben. Zwischen dem 29. März und 3. Oktober 1946 wurden 446 deutsche Ortsbewohner nach Westdeutschland zwangsausgesiedelt. 150 Tschechen verblieben im Ort.
Ein geringer Teil der Urspitzer konnten in Österreich verbleiben, die übrigen Vertriebenen wurden nach Deutschland weiter transferiert.
Zwischen 1948 und 1960 gehörte Cvrčovice zum Okres Židlochovice (Bezirk Groß-Seelowitz). Nach dessen Aufhebung wurde  Cvrčovice dem Okres Břeclav (Bezirk Lundenburg) zugeschlagen. Im Jahre 1961 hatte die Gemeinde 653 Einwohner. 1976 erfolgte die Eingemeindung nach Pohořelice (Pohrlitz). Seit 1990 besteht die Gemeinde wieder und seit dem  1. Januar 2007 gehört sie zum Okres Brno-venkov (Bezirk Brünn-Land). Die Gemeinde Cvrčovice führt ein Wappen und Banner.

## Wappen und Siegel
In einem Großbrand im Jahre 1676 ging das alte Siegel samt vielen Urkunden verloren. Deshalb schenkte der Besitzer der Herrschaft Graf von Thurn dem Ort ein neues Siegel. Es zeigte die Umschrift „DAS-SIGEL-.ZV.AGEN.UHRSPYTZ“. Das Siegelbild bestand aus einem randverzierten Schild, auf dem ein Baum abgebildet ist. Der Baum steht zwischen den Jahreszahlen 16 - 76. Weiters schmücken zwei fünfblättrige Rosenblüten den Schild.
Nach 1848 besaß der Ort nur noch einen bildlosen Gemeindestempel, der von 1922 bis 1938 zweisprachig geführt wurde.

## Bevölkerungsentwicklung
| Volkszählung | Einwohner gesamt | Volkszugehörigkeit der Einwohner | Volkszugehörigkeit der Einwohner | Volkszugehörigkeit der Einwohner |
| Jahr         | Einwohner gesamt | Deutsche                         | Tschechen                        | Andere                           |
| ------------ | ---------------- | -------------------------------- | -------------------------------- | -------------------------------- |
| 1880         | 709              | 648                              | 61                               | 14                               |
| 1890         | 717              | 703                              | 10                               | 4                                |
| 1900         | 727              | 584                              | 143                              | 0                                |
| 1910         | 733              | 669                              | 61                               | 3                                |
| 1921         | 716              | 570                              | 143                              | 3                                |
| 1930         | 725              | 515                              | 204                              | 6                                |

## Gemeindegliederung
Für die Gemeinde Cvrčovice sind keine Ortsteile ausgewiesen.

## Sehenswürdigkeiten
- Kirche Jakobus des Älteren, erbaut um 1690 unter Johann Reinhard von Pfundenstein. 1828 erfolgte der Turmanbau. 1920 erfolgten unter Josef Peters wesentliche Modernisierungsarbeiten.
- Schloss Cvrčovice, die ehemalige Feste wurde im 16. Jahrhundert unter den Grafen von Thurn zu einem kleinen Renaissanceschloss umgebaut. Unter den Dietrichsteinern erfolgte im 18. Jahrhundert ein barocker Umbau. Nach 1920 wurde es zum Wohnhaus umgestaltet.
- Wehr an der Jihlava, an dem 94 m langen Betonkammerbau am Ostrand des Dorfes stürzt die Jihlava an der Einmündung des Potůček in vier Meter Tiefe. Am Wehr wird seit dem 15. bzw. 16. Jahrhundert der Mlýnský náhon abgeleitet. Unterhalb der Anlage führt eine Bailey-Brücke über die Jihlava.
- Statue des hl. Johann von Nepomuk, an der Kirche, geschaffen 1734
- Statue des hl. Urban aus dem Jahre 1750, sie wurde später auf den Friedhof versetzt
- Antoniuskapelle